# سینان کانتی
سینان کانتی (به لاتین: Sinan County) یک منطقهٔ مسکونی در کره جنوبی است که در استان جئولانام-دو واقع شده‌است. سینان کانتی ۶۵۵٫۶۸ کیلومتر مربع مساحت و ۵۳٬۱۵۰ نفر جمعیت دارد.